# Manfred von Richthofen (general)
Karl Ernst Manfred Freiherr von Richthofen (24 de mayo de 1855 - 28 de noviembre de 1939) fue un General der Kavallerie alemán durante la I Guerra Mundial y condecorado con la orden Pour le Mérite, conocida informalmente como la Blue Max. Richthofen era el tío abuelo de su famoso tocayo Manfred von Richthofen, conocido como el Barón Rojo, que era su ahijado y recibió su nombre por él.

## Primeros años
Manfred von Richthofen nació el 24 de mayo de 1855 en Gut Barzdorf, Silesia (ahora Bartoszówek, Polonia). Ingresó en el Ejército Imperial Alemán en 1874 como Enseña en el 4.º Regimiento de Coraceros (Westfalia). Para abril de 1902 había progresado a Teniente Coronel al mando del Regimiento de Caballería del Cuerpo de la Guardia, guardia personal del emperador alemán Guillermo II; y fue asignado como su aide-de-camp al año siguiente.
En 1906 fue promovido a Oberst (Coronel), y en marzo de 1908 asumió el mando de la 2.ª Brigada de Caballería  de la Guardia en Potsdam. En 1910, fue promovido a Mayor General (Brigadier-General), y en febrero de 1913 asumió el mando de la División de Caballería de la Guardia con la promoción a Teniente General. En febrero de 1914 se trasladó a comandar la 6.ª División de Infantería en Brandenburg.

## I Guerra Mundial
Al principio de la I Guerra Mundial, Richthofen se convirtió en comandante del I Cuerpo de Caballería (compuesto por la 5.ª División de Caballería y la División de Caballería de la Guardia), precedente del 3.º Ejército. Esto formaba parte del ala derecha de las fuerzas para la ofensiva del Plan Schlieffen en agosto de 1914 en el frente occidental y tomaron parte en la batalla de las Fronteras y en la Primera batalla del Marne.
El Cuerpo fue transferido al frente oriental el 6 de noviembre de 1914 y se unió al recién formado 9.º Ejército. Richthofen y su cuerpo jugaron un importante rol en la batalla de Łódź, donde su cuerpo participó en la ruptura del cerco del XXV Cuerpo de Reserva.
En septiembre de 1916, Richthofen se convirtió en comandante del XXXVIII Cuerpo de Reserva hasta noviembre cuando se convirtió en comandante del XXV Cuerpo de Reserva. En marzo de 1917, Richthofen recibió el mando del 53 Cuerpo (z.b.V.) hasta enero de 1918, cuando se convirtió en Kommandierender General (comandante adjunto) del Cuerpo de Guardias en Berlín, su más alto rango. Rindió el Berliner Stadtschloss sin combatir con el propósito de mantener intacto el edificio y las obras de arte que contenía.
El 18 de enero de 1918, Richthofen recibió la Orden Pour le Mérite, conocida informalmente como la Blue Max. El 2 de mayo de 1918, asistió al servicio memorial por su sobrino nieto Manfred von Richthofen quien murió en combate el 21 de abril.

## Vida posterior
El 10 de noviembre de 1918, Richthofen entregó su renuncia, que fue aceptada. Murió el 28 de noviembre de 1939 en su finca de Barzdorf en Silesia, a la edad de 84 años. Como no tenía hijos y quería que la finca permaneciera en la familia, adoptó legalmente a su sobrino Wolfram Freiherr von Richthofen, después Generalfeldmarschall de la Luftwaffe en la Segunda Guerra Mundial.

## Condecoraciones
- Orden del Águila Roja, II Clase con Hojas de Roble[15]
- Orden de la Corona (Prusia), II Clase con Estrella[15]
- Orden de San Juan, Caballero de Justicia[15]
- Reconocimiento al Servicio Prusiano[15]
- Cruz de Honor de Reuss, I Clase con Corona[15]
- Cruz de Honor Militar de Waldeck, III Clase[15]
- Cruz de Caballero de la Orden de la Corona (Wurtemberg) con Leones[15]
- Comandante de la Orden de San Alejandro (Bulgaria)[15]
- Comandante de la Orden de la Corona de Italia[15]
- Cruz de Caballero de la Orden imperial de Francisco José (Austria-Hungría)[15]
- Comandante de la Orden del Sol y el León (Persia)[15]
- Orden de Santa Ana, I Clase (Rusia)[15]
- Orden al Mérito Militar, III Clase (España)[15]
- Cruz de Hierro (1914), II y I Clase
- Pour le Mérite, 18 de enero de 1918